# Počet obětí napoleonských válek
Počet obětí napoleonských válek zahrnuje přímé a nepřímé oběti série válečných konfliktů mezi lety 1803 až 1815 označovaných jako napoleonské války. Jsou zde uvedeny odhadované počty padlých v boji či z jiných příčin, jako byla nemoc, následky zranění, hlad, ale i válečná zvěrstva atd.

## Francouzské císařství
Francie a její spojenci:
- 371 000 padlých v boji
- 400 000 zemřelo na nemoc
- celkem asi 1 000 000 Francouzů a jejich spojenců (většinou Němců a Poláků)

## Protinapoleonské koalice
- Rusko: 850 000 mrtvých a nezvěstných
- Spojené království: 311 806 mrtvých a nezvěstných
- Španělsko: 300 000 mrtvých a nezvěstných
- Rakousko: 300 000 mrtvých a nezvěstných
- Prusko: 200 000 mrtvých a nezvěstných

## Ostatní
- Spojené státy americké: 19 260 mrtvých v boji či z důvodu nemocí
- Itálie: 125 000 mrtvých
- Bavorsko: 24 000
- Osmanská říše: 125 000

## Celkové ztráty
- 2 500 000 padlých vojáků v Evropě
- 1 000 000 mrtvých civilistů v Evropě a francouzských zámořských koloniích.

Tato čísla se mohou lišit podle zdroje, proto nemusí být pravdivá. Erik Durschmied udává obrázek o 1 400 000 padlých francouzských vojáků celkem. Adam Zamoyski odhaduje, že asi 400 000 ruských vojáků jen v roce 1812. Civilní oběti v tomto roce byly pravděpodobně srovnatelné. Alan Schom odhaduje přibližně 3 miliony padlých vojáků. Odhaduje se, že více než 500 000 Francouzů padlo v Rusku roku 1812 a 250 000 – 300 000 ve Španělsku mezi lety 1808 až 1814, tedy celkově alespoň 750 000 plus stovky tisíc mrtvých Francouzů na jiných bojištích – například kolem 150 000 až 200 000 mrtvých v německé kampani v roce 1813. Vojenské ztráty bývají odhadovány na 2 500 000 až 3 500 000 padlých.
Počet civilních oběti není možné přesněji odhadnout. Odhady civilních úmrtí se pohybují v rozmezí od 750 000 až 3 000 000 lidí. 
Celkově se odhaduje, že v důsledku napoleonských válek zemřelo od 3 250 000 do 6 500 000 lidí.